# Europese kampioenschappen beachvolleybal 2016 (vrouwen)
Het vrouwentoernooi van de Europese kampioenschappen beachvolleybal 2016 in Biel/Bienne vond plaats van 1 tot en met 5 juni. Het Duitse duo Laura Ludwig en Kira Walkenhorst prolongeerden hun titel tegen het Tsjechische tweetal Markéta Sluková en Barbora Hermannová. De Duitse Karla Borger en Britta Büthe wonnen de wedstrijd om het brons tegen Jekaterina Birlova en Jevgenija Oekolova uit Rusland.

## Groepsfase
|  | Direct naar laatste 16 |
|  | Naar tussenronde       |

### Groep A
| # | Ploeg                      | Punten | Wedstrijden | Wedstrijden | Spelpunten | Spelpunten | Spelpunten | Sets | Sets | Sets  |
| # | Ploeg                      | Punten | W           | V           | W          | V          | Ratio      | W    | V    | Ratio |
| - | -------------------------- | ------ | ----------- | ----------- | ---------- | ---------- | ---------- | ---- | ---- | ----- |
| 1 | Ludwig / Walkenhorst       | 5      | 2           | 1           | 135        | 107        | 1,262      | 5    | 2    | 2,500 |
| 2 | Sluková / Hermannová       | 5      | 2           | 1           | 121        | 109        | 1,110      | 4    | 2    | 2,000 |
| 3 | Arvaniti / Karagkouni      | 5      | 2           | 1           | 128        | 133        | 0,962      | 4    | 3    | 1,333 |
| 4 | Dumbauskaitė / Povilaitytė | 3      | 0           | 3           | 92         | 127        | 0,724      | 0    | 6    | 0,000 |

| Datum  |                       | Score |                            | Set 1   | Set 2   | Set 3   |
| ------ | --------------------- | ----- | -------------------------- | ------- | ------- | ------- |
| 1 juni | Ludwig / Walkenhorst  | 2 – 0 | Dumbauskaitė / Povilaitytė | 21 – 13 | 21 – 13 |         |
| 1 juni | Sluková / Hermannová  | 2 – 0 | Arvaniti / Karagkouni      | 21 – 14 | 25 – 23 |         |
| 1 juni | Ludwig / Walkenhorst  | 1 – 2 | Arvaniti / Karagkouni      | 21 – 12 | 20 – 22 | 10 – 15 |
| 1 juni | Sluková / Hermannová  | 2 – 0 | Dumbauskaitė / Povilaitytė | 21 – 10 | 22 – 20 |         |
| 2 juni | Ludwig / Walkenhorst  | 2 – 0 | Sluková / Hermannová       | 21 – 13 | 21 – 19 |         |
| 2 juni | Arvaniti / Karagkouni | 2 – 0 | Dumbauskaitė / Povilaitytė | 21 – 17 | 21 – 19 |         |

### Groep B
| # | Ploeg                  | Punten | Wedstrijden | Wedstrijden | Spelpunten | Spelpunten | Spelpunten | Sets | Sets | Sets  |
| # | Ploeg                  | Punten | W           | V           | W          | V          | Ratio      | W    | V    | Ratio |
| - | ---------------------- | ------ | ----------- | ----------- | ---------- | ---------- | ---------- | ---- | ---- | ----- |
| 1 | Meppelink / van Iersel | 6      | 3           | 0           | 146        | 105        | 1,390      | 6    | 1    | 6,000 |
| 2 | Dubovcová / Nestarcová | 5      | 2           | 1           | 133        | 124        | 1,073      | 4    | 3    | 1,333 |
| 3 | Lundqvist / Rinisland  | 4      | 1           | 2           | 118        | 144        | 0,819      | 3    | 5    | 0,600 |
| 4 | Kjølberg / Lunde       | 3      | 0           | 3           | 123        | 147        | 0,837      | 2    | 6    | 0,333 |

| Datum  |                        | Score |                        | Set 1   | Set 2   | Set 3  |
| ------ | ---------------------- | ----- | ---------------------- | ------- | ------- | ------ |
| 1 juni | Meppelink / van Iersel | 2 – 1 | Kjølberg / Lunde       | 21 – 14 | 19 – 21 | 15 – 9 |
| 1 juni | Dubovcová / Nestarcová | 2 – 1 | Lundqvist/Rininsland   | 20 – 22 | 21 – 11 | 15 – 9 |
| 1 juni | Meppelink / van Iersel | 2 – 0 | Lundqvist/Rininsland   | 21 – 12 | 21 – 14 |        |
| 1 juni | Dubovcová / Nestarcová | 2 – 0 | Kjølberg / Lunde       | 21 – 17 | 21 – 16 |        |
| 2 juni | Meppelink / van Iersel | 2 – 0 | Dubovcová / Nestarcová | 21 – 9  | 28 – 26 |        |
| 2 juni | Lundqvist/Rininsland   | 2 – 1 | Kjølberg / Lunde       | 14 – 21 | 21 – 16 | 15 – 9 |

### Groep C
| # | Ploeg                         | Punten | Wedstrijden | Wedstrijden | Spelpunten | Spelpunten | Spelpunten | Sets | Sets | Sets  |
| # | Ploeg                         | Punten | W           | V           | W          | V          | Ratio      | W    | V    | Ratio |
| - | ----------------------------- | ------ | ----------- | ----------- | ---------- | ---------- | ---------- | ---- | ---- | ----- |
| 1 | Borger / Büthe                | 6      | 3           | 0           | 139        | 104        | 1,337      | 6    | 1    | 6,000 |
| 2 | Betschart / Hüberli           | 5      | 2           | 1           | 138        | 136        | 1,015      | 5    | 2    | 2,500 |
| 3 | Schützenhöfer / Plesiutschnig | 4      | 1           | 2           | 110        | 123        | 0,894      | 2    | 4    | 0,500 |
| 4 | Schwaiger / Hansel            | 3      | 0           | 3           | 110        | 134        | 0,821      | 0    | 6    | 0,000 |

| Datum  |                     | Score |                               | Set 1   | Set 2   | Set 3   |
| ------ | ------------------- | ----- | ----------------------------- | ------- | ------- | ------- |
| 1 juni | Borger / Büthe      | 2 – 0 | Schützenhöfer / Plesiutschnig | 21 – 16 | 21 – 13 |         |
| 1 juni | Schwaiger / Hansel  | 0 – 2 | Betschart / Hüberli           | 24 – 26 | 20 – 22 |         |
| 1 juni | Borger / Büthe      | 2 – 1 | Betschart / Hüberli           | 21 – 15 | 19 – 21 | 15 – 12 |
| 1 juni | Schwaiger / Hansel  | 0 – 2 | Schützenhöfer / Plesiutschnig | 18 – 21 | 21 – 23 |         |
| 2 juni | Borger / Büthe      | 2 – 0 | Schwaiger / Hansel            | 21 – 16 | 21 – 11 |         |
| 2 juni | Betschart / Hüberli | 2 – 0 | Schützenhöfer / Plesiutschnig | 21 – 19 | 21 – 18 |         |

### Groep D
| # | Ploeg                 | Punten | Wedstrijden | Wedstrijden | Spelpunten | Spelpunten | Spelpunten | Sets | Sets | Sets  |
| # | Ploeg                 | Punten | W           | V           | W          | V          | Ratio      | W    | V    | Ratio |
| - | --------------------- | ------ | ----------- | ----------- | ---------- | ---------- | ---------- | ---- | ---- | ----- |
| 1 | Birlova / Oekolova    | 6      | 3           | 0           | 150        | 87         | 1,724      | 6    | 2    | 3,000 |
| 2 | Longuet / Jupiter     | 5      | 2           | 1           | 125        | 84         | 1,488      | 5    | 2    | 2,500 |
| 3 | Eiholzer / Gerson     | 4      | 1           | 2           | 117        | 95         | 1,232      | 3    | 4    | 0,750 |
| 4 | Kołosińska / Brzostek | 3      | 0           | 3           | 0          | 126        | 0,000      | 0    | 6    | 0,000 |

| Datum  |                       | Score |                    | Set 1   | Set 2   | Set 3   |
| ------ | --------------------- | ----- | ------------------ | ------- | ------- | ------- |
| 1 juni | Kołosińska / Brzostek | 0 – 2 | Eiholzer / Gerson  | –       | –       |         |
| 1 juni | Birlova / Oekolova    | 2 – 1 | Longuet / Jupiter  | 19 – 21 | 21 – 12 | 15 – 8  |
| 1 juni | Kołosińska / Brzostek | 0 – 2 | Longuet / Jupiter  | –       | –       |         |
| 1 juni | Birlova / Oekolova    | 2 – 1 | Eiholzer / Gerson  | 17 – 21 | 21 – 13 | 15 – 12 |
| 2 juni | Kołosińska / Brzostek | 0 – 2 | Birlova / Oekolova | –       | –       |         |
| 2 juni | Longuet / Jupiter     | 2 – 0 | Eiholzer / Gerson  | 21 – 10 | 21 – 19 |         |

### Groep E
| # | Ploeg                  | Punten | Wedstrijden | Wedstrijden | Spelpunten | Spelpunten | Spelpunten | Sets | Sets | Sets  |
| # | Ploeg                  | Punten | W           | V           | W          | V          | Ratio      | W    | V    | Ratio |
| - | ---------------------- | ------ | ----------- | ----------- | ---------- | ---------- | ---------- | ---- | ---- | ----- |
| 1 | Laboureur / Sude       | 6      | 3           | 0           | 155        | 135        | 1,148      | 6    | 2    | 3,000 |
| 2 | Forrer / Vergé-Dépré   | 5      | 2           | 1           | 138        | 104        | 1,327      | 5    | 2    | 2,500 |
| 3 | Barsoek / Makrogoezova | 4      | 1           | 2           | 125        | 148        | 0,845      | 3    | 4    | 0,750 |
| 4 | Lobato / Soria         | 3      | 0           | 3           | 104        | 135        | 0,770      | 1    | 6    | 0,167 |

| Datum  |                        | Score |                        | Set 1   | Set 2   | Set 3   |
| ------ | ---------------------- | ----- | ---------------------- | ------- | ------- | ------- |
| 1 juni | Forrer / Vergé-Dépré   | 2 – 0 | Lobato / Soria         | 21 – 12 | 21 – 14 |         |
| 1 juni | Laboureur / Sude       | 2 – 1 | Barsoek / Makrogoezova | 21 – 18 | 20 – 22 | 15 – 13 |
| 1 juni | Forrer / Vergé-Dépré   | 2 – 0 | Barsoek / Makrogoezova | 21 – 11 | 21 – 10 |         |
| 1 juni | Laboureur / Sude       | 2 – 0 | Lobato / Soria         | 21 – 12 | 21 – 16 |         |
| 2 juni | Forrer / Vergé-Dépré   | 1 – 2 | Laboureur / Sude       | 23 – 21 | 18 – 21 | 13 – 15 |
| 2 juni | Barsoek / Makrogoezova | 2 – 1 | Lobato / Soria         | 21 – 16 | 15 – 21 | 15 – 13 |

### Groep F
| # | Ploeg                      | Punten | Wedstrijden | Wedstrijden | Spelpunten | Spelpunten | Spelpunten | Sets | Sets | Sets  |
| # | Ploeg                      | Punten | W           | V           | W          | V          | Ratio      | W    | V    | Ratio |
| - | -------------------------- | ------ | ----------- | ----------- | ---------- | ---------- | ---------- | ---- | ---- | ----- |
| 1 | Menegatti / Orsi Toth      | 6      | 3           | 0           | 126        | 91         | 1,385      | 6    | 0    | MAX   |
| 2 | van Gestel / van der Vlist | 5      | 2           | 1           | 118        | 103        | 1,146      | 4    | 2    | 2,000 |
| 3 | Kongshavn / Solvoll        | 4      | 1           | 2           | 105        | 119        | 0,882      | 2    | 4    | 0,500 |
| 4 | Hasu / Parkkinen           | 3      | 0           | 3           | 90         | 126        | 0,714      | 0    | 6    | 0,000 |

| Datum  |                            | Score |                            | Set 1   | Set 2   | Set 3 |
| ------ | -------------------------- | ----- | -------------------------- | ------- | ------- | ----- |
| 1 juni | Menegatti / Orsi Toth      | 2 – 0 | Hasu / Parkkinen           | 21 – 11 | 21 – 14 |       |
| 1 juni | van Gestel / van der Vlist | 2 – 0 | Kongshavn / Solvoll        | 21 – 19 | 21 – 12 |       |
| 1 juni | Menegatti / Orsi Toth      | 2 – 0 | Kongshavn / Solvoll        | 21 – 18 | 21 – 14 |       |
| 1 juni | van Gestel / van der Vlist | 2 – 0 | Hasu / Parkkinen           | 21 – 13 | 21 – 17 |       |
| 2 juni | Menegatti / Orsi Toth      | 2 – 0 | van Gestel / van der Vlist | 21 – 15 | 21 – 19 |       |
| 2 juni | Kongshavn / Solvoll        | 2 – 0 | Hasu / Parkkinen           | 21 – 17 | 21 – 18 |       |

### Groep G
| # | Ploeg              | Punten | Wedstrijden | Wedstrijden | Spelpunten | Spelpunten | Spelpunten | Sets | Sets | Sets  |
| # | Ploeg              | Punten | W           | V           | W          | V          | Ratio      | W    | V    | Ratio |
| - | ------------------ | ------ | ----------- | ----------- | ---------- | ---------- | ---------- | ---- | ---- | ----- |
| 1 | Heidrich / Zumkehr | 6      | 3           | 0           | 140        | 108        | 1,296      | 6    | 1    | 6,000 |
| 2 | Holtwick / Semmler | 5      | 2           | 1           | 120        | 110        | 1,091      | 4    | 2    | 2,000 |
| 3 | Braakman / Sinnema | 4      | 1           | 2           | 113        | 111        | 1,018      | 2    | 4    | 0,500 |
| 4 | Cicolari / Toti    | 3      | 0           | 3           | 96         | 140        | 0,686      | 1    | 6    | 0,167 |

| Datum  |                    | Score |                    | Set 1   | Set 2   | Set 3  |
| ------ | ------------------ | ----- | ------------------ | ------- | ------- | ------ |
| 1 juni | Heidrich / Zumkehr | 2 – 1 | Cicolari / Toti    | 21 – 11 | 20 – 22 | 15 – 8 |
| 1 juni | Holtwick / Semmler | 2 – 0 | Braakman / Sinnema | 21 – 15 | 24 – 22 |        |
| 1 juni | Heidrich / Zumkehr | 2 – 0 | Braakman / Sinnema | 21 – 17 | 21 – 17 |        |
| 1 juni | Holtwick / Semmler | 2 – 0 | Cicolari / Toti    | 21 – 14 | 21 – 17 |        |
| 2 juni | Heidrich / Zumkehr | 2 – 0 | Holtwick / Semmler | 21 – 17 | 21 – 16 |        |
| 2 juni | Braakman / Sinnema | 2 – 0 | Cicolari / Toti    | 21 – 9  | 21 – 15 |        |

### Groep H
| # | Ploeg                 | Punten | Wedstrijden | Wedstrijden | Spelpunten | Spelpunten | Spelpunten | Sets | Sets | Sets  |
| # | Ploeg                 | Punten | W           | V           | W          | V          | Ratio      | W    | V    | Ratio |
| - | --------------------- | ------ | ----------- | ----------- | ---------- | ---------- | ---------- | ---- | ---- | ----- |
| 1 | Liliana / Elsa        | 5      | 2           | 1           | 136        | 120        | 1,133      | 5    | 2    | 2,500 |
| 2 | Sjirjajeva / Syrtseva | 5      | 2           | 1           | 131        | 121        | 1,083      | 4    | 3    | 1,333 |
| 3 | Kolocová / Kvapilová  | 4      | 1           | 2           | 138        | 149        | 0,926      | 3    | 5    | 0,600 |
| 4 | Lehtonen / Lahti      | 4      | 1           | 2           | 104        | 119        | 0,874      | 2    | 4    | 0,500 |

| Datum  |                       | Score |                       | Set 1   | Set 2   | Set 3   |
| ------ | --------------------- | ----- | --------------------- | ------- | ------- | ------- |
| 1 juni | Liliana / Elsa        | 1 – 2 | Kolocová / Kvapilová  | 18 – 21 | 21 – 19 | 13 – 15 |
| 1 juni | Lehtonen / Lahti      | 0 – 2 | Sjirjajeva / Syrtseva | 15 – 21 | 16 – 21 |         |
| 1 juni | Liliana / Elsa        | 2 – 0 | Sjirjajeva / Syrtseva | 21 – 19 | 21 – 15 |         |
| 1 juni | Lehtonen / Lahti      | 2 – 0 | Kolocová / Kvapilová  | 21 – 17 | 21 – 18 |         |
| 2 juni | Liliana / Elsa        | 2 – 0 | Lehtonen / Lahti      | 21 – 16 | 21 – 15 |         |
| 2 juni | Sjirjajeva / Syrtseva | 2 – 1 | Kolocová / Kvapilová  | 21 – 19 | 19 – 21 | 15 – 8  |

## Knockoutfase

### Tussenronde
| Datum  | Wedstrijd | Team 1                 | Score | Team 2                        | Set 1   | Set 2   | Set 3   |
| ------ | --------- | ---------------------- | ----- | ----------------------------- | ------- | ------- | ------- |
| 3 juni | 1         | Betschart / Hüberli    | 2 – 0 | Barsoek / Makrogoezova        | 21 – 14 | 21 – 19 |         |
| 3 juni | 2         | Longuet / Jupiter      | 2 – 0 | Kongshavn / Solvoll           | 21 – 16 | 21 – 17 |         |
| 3 juni | 3         | Dubovcová / Nestarcová | 2 – 0 | Braakman / Sinnema            | 21 – 13 | 21 – 18 |         |
| 3 juni | 4         | Sjirjajeva / Syrtseva  | 1 – 2 | Lundqvist / Rininsland        | 17 – 21 | 32 – 30 | 9 – 15  |
| 3 juni | 5         | Forrer / Vergé-Dépré   | 2 – 0 | Eiholzer / Gerson             | 21 – 13 | 21 – 18 |         |
| 3 juni | 6         | Holtwick / Semmler     | 2 – 0 | Arvaniti / Karagkouni         | 21 – 17 | 21 – 17 |         |
| 3 juni | 7         | Sluková / Hermannová   | 2 – 0 | Kolocová / Kvapilová          | 21 – 17 | 21 – 14 |         |
| 3 juni | 8         | van Gestel / van Vlist | 2 – 1 | Schützenhöfer / Plesiutschnig | 21 – 15 | 16 – 21 | 15 – 11 |

### Eindronde
| Achtste finale | Achtste finale             | Achtste finale | Achtste finale | Achtste finale |  |    | Kwartfinale            | Kwartfinale          | Kwartfinale | Kwartfinale | Kwartfinale |  |  | Halve finale | Halve finale         | Halve finale | Halve finale | Halve finale |  |              | Finale             | Finale               | Finale       | Finale       | Finale |
|                |                            |                |                |                |  |    |                        |                      |             |             |             |  |  |              |                      |              |              |              |  |              |                    |                      |              |              |        |
| 1              | Ludwig / Walkenhorst       | 21             | 21             |                |  |    |                        |                      |             |             |             |  |  |              |                      |              |              |              |  |              |                    |                      |              |              |        |
| 19             | Betschart / Hüberli        | 16             | 12             |                |  |    | 1                      | Ludwig / Walkenhorst | 21          | 21          |             |  |  |              |                      |              |              |              |  |              |                    |                      |              |              |        |
| 8              | Liliana / Elsa             | 21             | 19             | 15             |  | 20 | Longuet / Jupiter      | 16                   | 19          |             |             |  |  |              |                      |              |              |              |  |              |                    |                      |              |              |        |
| 20             | Longuet / Jupiter          | 11             | 21             | 17             |  |    |                        |                      |             |             |             |  |  | 1            | Ludwig / Walkenhorst | 21           | 21           |              |  |              |                    |                      |              |              |        |
| 12             | Laboureur / Sude           | 23             | 21             |                |  |    |                        |                      |             |             |             |  |  | 13           | Birlova / Oekolova   | 15           | 16           |              |  |              |                    |                      |              |              |        |
| 15             | Dubovcová / Nestarcová     | 21             | 17             |                |  |    | 12                     | Laboureur / Sude     | 19          | 21          | 10          |  |  |              |                      |              |              |              |  |              |                    |                      |              |              |        |
| 13             | Birlova / Oekolova         | 21             | 21             |                |  | 13 | Birlova / Oekolova     | 21                   | 18          | 15          |             |  |  |              |                      |              |              |              |  |              |                    |                      |              |              |        |
| 18             | Lundqvist / Rininsland     | 15             | 13             |                |  |    |                        |                      |             |             |             |  |  |              |                      |              |              |              |  |              | 1                  | Ludwig / Walkenhorst | 21           | 21           |        |
| 3              | Borger / Büthe             | 16             | 21             | 15             |  |    |                        |                      |             |             |             |  |  |              |                      |              |              |              |  |              | 16                 | Sluková / Hermannová | 14           | 15           |        |
| 5              | Forrer / Vergé-Dépré       | 21             | 12             | 11             |  |    | 3                      | Borger / Büthe       | 21          | 20          | 15          |  |  |              |                      |              |              |              |  |              |                    |                      |              |              |        |
| 6              | Menegatti / Orsi Toth      | 15             | 21             | 14             |  | 10 | Holtwick / Semmler     | 18                   | 22          | 13          |             |  |  |              |                      |              |              |              |  |              |                    |                      |              |              |        |
| 10             | Holtwick / Semmler         | 21             | 17             | 16             |  |    |                        |                      |             |             |             |  |  | 3            | Borger / Büthe       | 13           | 14           |              |  |              |                    |                      |              |              |        |
| 7              | Heidrich / Zumkehr         | 23             | 17             | 6              |  |    |                        |                      |             |             |             |  |  | 16           | Sluková / Hermannová | 21           | 21           |              |  |              |                    |                      |              |              |        |
| 16             | Sluková / Hermannová       | 21             | 21             | 15             |  |    | 16                     | Sluková / Hermannová | 21          | 21          |             |  |  |              |                      |              |              |              |  | Troostfinale | Troostfinale       | Troostfinale         | Troostfinale | Troostfinale |        |
| 2              | Meppelink / van Iersel     | 21             | 21             |                |  | 2  | Meppelink / van Iersel | 17                   | 16          |             |             |  |  |              |                      |              |              |              |  | 13           | Birlova / Oekolova | 20                   | 17           |              |        |
| 11             | van Gestel / van der Vlist | 17             | 13             |                |  |    |                        |                      |             |             |             |  |  |              |                      |              |              |              |  |              | 3                  | Borger / Büthe       | 22           | 21           |        |